# Ostrander (Ohio)
Pour les articles homonymes, voir Ostrander.
Ostrander est un village américain situé dans le comté de Delaware, dans l'Ohio. Selon le recensement de 2010, sa population est de 643 habitants.